# 12199 Сульман
12199 Сульман (12199 Sohlman) — астероїд головного поясу, відкритий 8 жовтня 1980 року.
Тіссеранів параметр щодо Юпітера — 3,498.